# Handley Page O/400
Handley Page O/400 – ciężki samolot bombowy, konstrukcji brytyjskiej, z okresu I wojny światowej.

## Historia
W 1914 roku na zlecenie Admiralicji Brytyjskiej zakłady Handley Page rozpoczęły budowę ciężkiego samolotu bombowego. Pod oznaczeniem HP O/100 no 1455, dokonał on pierwszego lotu 17 grudnia 1915 roku. Maszyna posiadała dwa silniki Sunbeam Cossack oraz zamknięty, bogato oszklony przód kadłuba. Prototyp został szybko zmodernizowany. Otrzymał silniki Rolls Royce oraz otwarty przód kadłuba. Dalsze zmiany konstrukcyjne doprowadziły do powstania w 1916 roku ostatecznej wersji – HP O/400. Zbudowano 400 egzemplarzy samolotu.

## Służba
Do jednostek bombowych Brytyjskiej Marynarki Wojennej nowe samoloty zaczęły napływać w marcu 1917 roku. Początkowo były używane do patroli przeciw okrętom podwodnym, atakowały bazy floty niemieckiej i bombardowały lotniska bombowców dokonujących nalotów na Londyn. We wrześniu 1917 samoloty przeszły pod dowództwo RFC. Rozpoczęły wtedy m.in. nocne naloty na Niemcy. W sumie samoloty HP O/400, znalazły się na uzbrojeniu dziesięciu dywizjonów RAF i RNAS. Używane były głównie na Froncie Zachodnim. W 1918 67 Dywizjon RAF został przebazowany do Egiptu, aby rozpocząć działania przeciwko Turcji.